# 其中口乡
其中口乡，是中华人民共和国河北省保定市涞水县下辖的一个乡镇级行政单位。

## 行政区划
其中口乡下辖以下地区：
其中口村、南款村、安妥岭村、金水口村、安子沟村、东河山村、其中村、泡尔上村、西角村、交界口村和吕家铺村。